# Barnabás Peák
Barnabás Peák   (Budapest, 29 de novembre de 1998) és un ciclista hongarès, professional des del 2018. Actualment corre a l'equip Intermarché-Wanty-Gobert Matériaux. En el seu palmarès destaquen dos campionats nacionals absoluts en contrarellotge, el 2018 i 2020.

## Palmarès
- 2016
  -  Campió d'Hongria júnior en ruta
  -  Campió d'Hongria júnior en contrarellotge
  - Vencedor d'una etapa al Tour de Pécs
- 2017
  -  Campió d'Hongria sub-23 en ruta
  -  Campió d'Hongria sub-23 en contrarellotge
  - 1r al Belgrad-Banja Luka I
- 2018
  -  Campió d'Hongria en contrarellotge
  - Vencedor d'una etapa a la Volta al Bidasoa
- 2019
  - Vencedor d'una etapa al Tour de Normandia
- 2020
  -  Campió d'Hongria en contrarellotge
- 2024
  -  Campió d'Hongria en contrarellotge

### Resultats al Giro d'Itàlia
- 2022. 110è de la classificació general